# 루이스 모로 고트샬크
루이스 모로 고트샬크(Louis Moreau Gottschalk, 1829년 5월 8일 ~ 1869년 12월 18일)는 미국의 작곡가, 피아니스트, 거장으로 자신의 낭만적인 피아노 작품을 연주했다. 그는 대부분의 작업 경력을 미국 밖에서 보냈다.

## 경력과 생애
그는 루이지애나의 뉴올리언스에서 에드워드 고트샬크와 아이메 마리 브루슬레 사이에서 태어났다. 그에게 여섯 명의 형제와 자매들이 있었는데, 그들 중 다섯 명은 그의 아버지의 혼혈 정부에 의한 이복 형제였다. 그의 가족은 Vieux Caré의 Royal과 Esplanade에 있는 작은 오두막에서 잠시 살았다. 그의 외할머니 Bruslé와 그의 간호사 샐리는 둘 다 성 도미니카 크리올(영어판)이었다. 그러므로 그는 다양한 음악 전통에 노출되었고, 어린 나이부터 피아노를 연주했다. 그는 곧 뉴올리언스 부르주아 층에 의해 신동으로 인정받았고, 1840년 11살의 나이로 St. Charles Hotel에서 비공식적인 데뷔를 했다.
2년 후, 13세의 나이로, 고트샬크는 그의 음악적 꿈을 이루기 위해 클래식 훈련이 필요하다는 것을 깨달았기에, 미국을 떠나 유럽으로 향했다. 그러나 파리 음악원은 그의 국적을 이유로 그의 입학 신청을 거절했다. 당시 피아노 교수진의 책임자였던 피에르 짐머만은 "미국은 증기 기관의 나라이다."라고 논평했다. 그는 그의 가족들의 지인들을 통해 음악적 기반에 다가갈 수 있었다. 하지만 밤불라 (Danse Des Nègres)와 라 사반과 같은 중요한 초기 작품들은 그를 단순히 유럽의 전통을 모방하는 것이 아닌 진정한 미국인 작곡가로서 확립시켰다. 이 작품들은 낭만 음악의 맥락에서 노예 음악의 유산을 가지고 있었기 때문에 초기 재즈의 역할을 하기도 했다. 이 작품들은 여전 고전 음악 문화에서 루이지애나 크레올 음악을 대표하는 첫 번째 예로 받아들여진다. 살 플레엘(Salle Pleyel)에서의 콘서트 후에, 프레데릭 쇼팽은 다음과 같이 말했다: "아이야, 내게 손을 다오 나는 네가 피아니스트들의 왕이 될 것이라고 예측한다." 프란츠 리스트와 샤를 발랑탱 알캉도 그의 뛰어난 재능을 인정했다.
1853년 미국으로 돌아온 후, 그는 넓은 지역에 걸쳐 여행을 했다. 1854년 동안 쿠바를 시작으로 중앙 아메리카와 남아메리카로의 일련의 여행을 시작했다. 또한 그의 서인도 시대가 시작될 때 푸에르토리코로 여행했다. 그 섬에서 들었던 음악에 너무 끌린 그는 1857년경, Sumven de Porto Rico; Marche des gibaros, Op. 31라는 제목의 작품을 작곡했다. "Gibaros"는 푸에르토리코의 소작농을 가리키는 옛 단어이다. 이 곡의 가장 큰 특징은 푸에르토리코 민요 형식에 기초했을 것으로 추정되는 행진 곡조이다.
여행의 마지막에 그는 뉴저지에서 휴식을 취한 후 뉴욕으로 돌아왔다. 그곳에서 그는 계속 휴식을 취했고 매우 어린 베네수엘라 학생인 테레사 카레뇨를 가르쳤다. 그는 학생들을 거의 맡지 않았고 신동들에 대해 회의적인 입장을 가지고 있었다. 하지만 예외적으로 그녀가 성공할 것이라고 믿었다. 그의 바쁜 일정으로 많은 수업을 할 수는 없었지만 그녀는 그를 존경했고 생애 동안 그의 음악을 연주했다. 그를 만난 지 1년 후, 그녀는 아브라함 링컨을 위해 공연했고 "피아노의 발키리"라는 별명을 얻은 유명한 콘서트 피아니스트가 되었다.
1855년 말과 1856년 초, 고트샬크는 조각가 에라스투스 다우 팔머, 작곡가이자 음악가인 조지 윌리엄 워렌, 허드슨 리버 스쿨 풍경화가 프레데릭 에드윈 처치 등 뉴욕 예술계의 여러 저명한 인물들과 교류했다. 그와 마찬가지로 처치는 라틴 아메리카(주로 에콰도르와 콜롬비아)를 광범위하게 여행했고 남미 주제의 일련의 대규모 캔버스를 제작했다. 그는 작은(현재는 알려지지 않은) 풍경화를 준 처치에세 마주르카 포에티크를 헌정했다. 그는 또한 워렌과 1863년 작품 '안데스의 심장'을 공동 작업했을 것이라고 추측된다.
1860년대까지, 고트샬크는 신세계(新世界)에서 가장 잘 알려진 피아니스트로 자리를 잡았다. 비록 뉴올리언스에서 태어나고 자랐지만, 그는 미국 남북전쟁 동안 연합운동을 지지했다. 그는 콘서트를 위해 가끔 그의 고향 도시로 돌아왔지만, 그는 항상 자신을 뉴올리언스 출신이라고 소개했다. 그는 1858에서 64년 동안 Célèbre Tarentelle(셀레브레 타렌텔)이라는 부제를 붙인 타란텔라, Grand Tarantella in D Minor, Op. 67을 작곡했다.
1865년 5월, 그는 샌프란시스코 신문에 "철도로 95,000 마일을 여행했고 1,000회의 콘서트를 가졌다"고 언급되었다. 그러나 그는 캘리포니아 오클랜드에 있는 오클랜드 여성 신학교의 학생과의 불륜 의혹 때문에 그 해 말 미국을 떠나야만 했다. 모든 행위를 부인했지만 결국 그는 미국으로 돌아오지 못했다.
그는 남미 여행을 선택했고, 그곳에서 콘서트를 자주 열었다. 그 중 하나인 1869년 11월 24일, 브라질 리우데자네이루의 리리코 플루미넨시 극장에서 콘서트 도중 황열병으로 쓰러졌다. 그가 쓰러지기 전 낭만적인 작품 중 하나인 모르테(Morte)의 연주를 마쳤지만 트레몰로를 연주하기 전 쓰러질 수밖에 없었다. 그는 그 콘서트에서 쓰러진 후 다시는 회목하지 못했다.
3주 후인 1869년 12월 18일, 그는 40세의 나이로 리우데자네이루 티주카에 있는 자신의 호텔에서 퀴닌 과다 복용으로 사망했다. (필립 마틴이 하이페리온 레이블에서 연주한 "고트샬크 피아노 음악" 녹음에 동봉된 책자에 대한 제레미 니콜라스의 에세이에 따르면 그는 복부 종기 파열로 인한 빈혈로 사망했을 것이다.)
1870년, 그의 유해는 미국으로 돌아와 뉴욕시 브루클린의 그린우드 묘지에 안장되었다. 1959년 전까지 그의 매장 장소는 "음악의 천사" 동상이 올려진 웅장한 대리석 기념물로 표시되었다. 하지만 반달에 의해 손상을 입어 약 15년간의 모금 후 2012년 10월, 조각가 지안카를로 비아기와 질 부르키에 의해 새로운 "음악의 천사" 동상이 이 만들어지게 되었다.

## 작품
그의 음악은 그의 일생 동안 매우 인기가 많았고 특히 초기 작품들은 유럽에서 센세이션을 일으켰다. 밤불라, 라 사바네, 르 바나니에, 르 망세니에와 같은 초기 작품들은 루이지애나에서 그가 어린 시절 들었던 음악에 대한 고트샬크의 기억을 바탕으로 작곡되었으며, 가장 초기의 크리올 음악의 고전적 문화에 대한 작품들로 여겨진다. 이와 같은 맥락에서, 오페라 에스케나스 캄페스트레스와 같은 그의 작품들 중 일부는 가치를 가지고 있다. 고트샬크는 또한 그의 심포니 1번: 열대 지방의 밤에서 밤불라 주제를 멜로디로 사용했다.
그의 많은 작품들은 그의 사후에 파괴되거나 사라졌다. 음악학자 리차드 잭슨은 1973년 출판된 고트샬크 피아노 음악 모음집의 편집자로 일했고, 뉴욕 공공 도서관에서 고트샬크와 그의 음악 전시회를 동시에 조직했다.

## 대중문화
하워드 브레슬린(Howard Breslin)은 1963년 Concert Grand라는 제목의 그에 대한 역사 소설을 집필했다. 그의 밤불라 버전과 가사가 추가된 곡은 1934년 4월 트럼펫 연주자 아벨 보레가드의 댄스 밴드인 프랑스 카리브해 과들루프 섬 출신의 크레올 마투 오케스트라에 의해 녹음되었다. 이것은 이 작곡의 첫 번째 녹음인데, 그의 작품들에 대한 최초의 '클래식 피아노' 녹음은 1956년까지 미국 피아니스트 유진 리스트에 의해 녹음되지 않았기 때문다. 뉴올리언스의 콩고 광장에서 그가 듣고 그의 유명한 1845년 작곡에 사용된 특정한 밤불라 리듬과 관련된 다른 녹음들은 1950년 아이티의 부두교에서 녹음된 바불레 춤(3개의 드럼)에서 찾을 수 있다. 그리고 1962년 쿠바 민요 레조스 콩고스(밤불라, 콩가 뮤직). 음악학자 브루노 블럼의 논평은 위의 각 자료에 포함되어 있다. 뉴올리언스의 가수이자 피아니스트인 Dr. John의 'Goin' Back to New Orleans'의 Litanie des Saints 녹음은 고트샬크의 기념품인 포르투리코에서 영감을 받았다.